# Bronsdrongo
Bronsdrongo (Dicrurus aeneus) är en asiatisk fågel i familjen drongor inom ordningen tättingar.

## Utseende
Bronsdrongon är en liten (22-24 cm) medlem av familjen med glansigt svart dräkt, grunt kluven stjärt och mycket tillplattad näbb. Ungfågeln är brun under med mattare ovansida.

## Utbredning och systematik
Bronsdrongo delas in i tre underarter med följande utbredning:
- Dicrurus aeneus aeneus – förekommer från Indien till sydvästra Kina, Myanmar, Thailand, Indokina och Malackahalvön
- Dicrurus aeneus malayensis – förekommer på södra Malackahalvön, Sumatra och Borneo
- Dicrurus aeneus braunianus – förekommer i Taiwan

## Status
Artens population har inte uppskattats och dess populationstrend är okänd, men utbredningsområdet är relativt stort. Internationella naturvårdsunionen IUCN anser inte att den är hotad och placerar den därför i kategorin livskraftig.

## Bilder

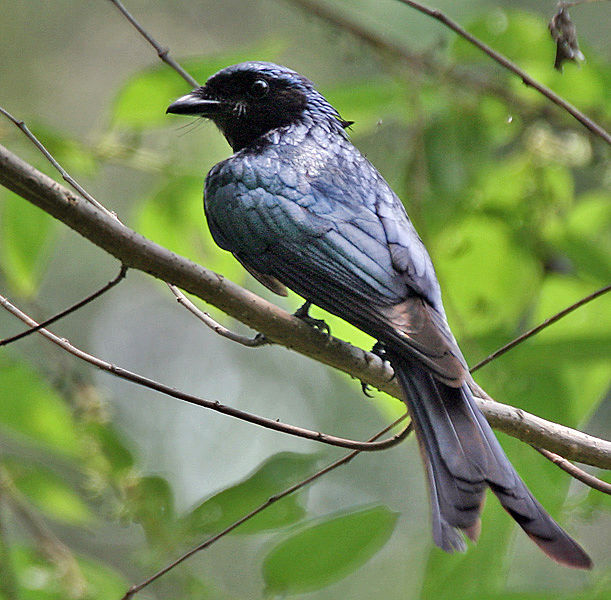
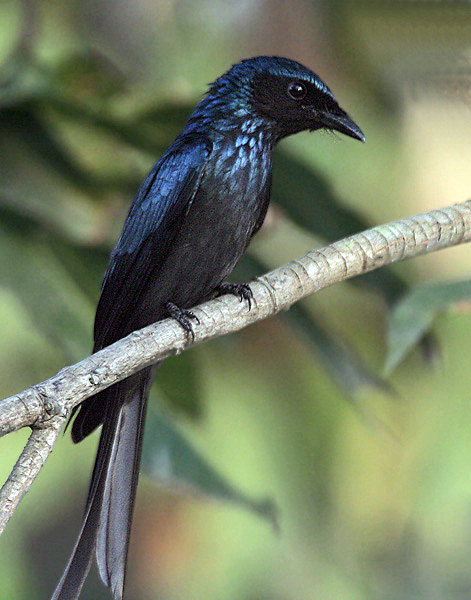
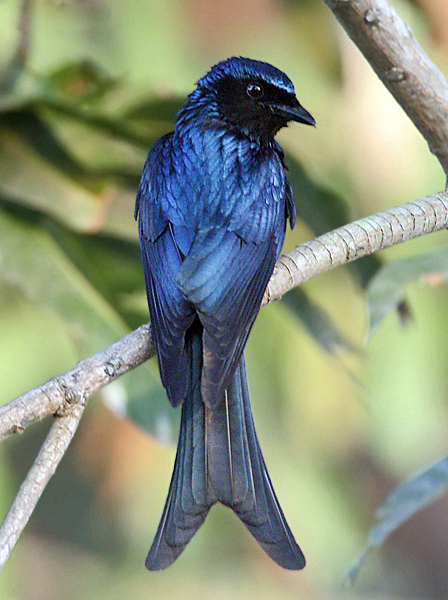